# Новотатишлинська сільська рада
Но́вотатишли́нська сільська рада (рос. Новотатышлинский сельский совет) — муніципальне утворення у складі Татишлинського району Башкортостану, Росія. Адміністративний центр — село Нові Татишли.

## Населення
Населення — 1197 осіб (2019, 1343 в 2010, 1478 в 2002).

## Склад
До складу поселення входять такі населені пункти:
| Населений пункт         | Населення, осіб (2002) | Населення, осіб (2010) |
| ----------------------- | ---------------------- | ---------------------- |
| Майськ, присілок        | 96                     | 76                     |
| Мала Бальзуга, присілок | 281                    | 246                    |
| Нові Татишли, село      | 611                    | 550                    |
| Уразгільди, село        | 490                    | 471                    |